# Raoul Vistoli
Raoul Vistoli (Fusignano, 22 dicembre 1915 – Roma, 14 giugno 1990) è stato uno scultore, disegnatore e illustratore italiano.

## Biografia
Raoul Vistoli si forma nella nativa Fusignano, alla scuola serale di disegno ideata dal pittore Giulio Avveduti, che lo introduce anche all'arte della ceramica. Esordisce con una scultura a Terni, nella Chiesa di S. Marco, ed è presente a mostre dell'Accademia di Belle Arti di Ravenna. La Gispoteca di Fusignano acquista la sua scultura Il bifolco. 
Vistoli si trasferisce a Roma nel 1938, senza interrompere i contatti col paese d'origine. Filippo Tommaso Marinetti lo invita alla III Quadriennale Nazionale d'Arte, che nel 1939 si tiene a Palazzo delle Esposizioni di Roma. Il contatto con l'ambiente futurista è di breve durata e non lascia che insignificanti tracce sulla sua opera. Dopo la guerra, Vistoli ha realizzato soprattutto sculture e disegni acquerellati di Arte Sacra. Nel 1946 ha scolpito per la Chiesa Arcipretale di Fusignano una Via Crucis. Ha inviato opere alle Biennali di Venezia del 1956 e del 1958; ha partecipato alla VII Quadriennale di Roma, del 1955, con le sculture Acrobati, Madre e figlio e Lavandaie. La sua arte si caratterizza per la visione compatta e semplificata delle forme.

### Chiese, mostre e musei
Dal 1953 ha insegnato all'Accademia di Belle Arti di Roma. Si è dedicato anche al disegno e alla illustrazione. Nel 1956, alla 
XXVIII Biennale di Venezia, presenta Ciclista, Uomo che beve e Figura. Nel 1958 invia Maternità alla Mostra degli artisti di Roma e del Lazio, opera che oggi figura al Museo di Roma, insieme ad un'altra sua scultura: Ragazza. Nel 1961 è invitato ad esporre alla I Mostra Internazionale di Arte Sacra di Trieste e lì presenta Crocefisso e Guarigione del cieco. Ha realizzato un ciclo di 130 tavole, ispirate alla Divina Commedia, dove i contorni delle figure sono line sottili e le coloriture appena accennate. Le ha presentate, per il Centenario dantesco del 1965, a Ravenna e ad Assisi.
Sue sculture, in bronzo o in terracotta, sono presenti in molte chiese romane: al quartiere Tuscolano, nella chiesa di San Gaspare del Bufalo - edificata tra il 1976 e il 1981, su disegno di Pierluigi Nervi - sull'altare maggiore vi è il suo trittico di bronzo, raffigurante Gesù crocifisso, Maria SS. e San Gaspare del Bufalo; nella chiesa di San Pio X, sui pilastri della navata centrale e della controfacciata, vi è la sua Via Crucis in cotto, del 1963; nella parrocchia di Santa Chiara, a Vigna Clara, sono opera sua le 14 formelle della Via Crucis; nel 1974 ha scolpito la tomba del Cardinale Amleto Cicognani, nella cripta della Basilica di San Clemente, dove ha anche realizzato l'altare, con scene del Battista, nella cappella di San Giovanni.

### Altre realizzazioni
Vistoli ha scolpito, in bronzo o in terracotta, ritratti femminili e Maternità. La sua scultura Lottatore è oggi al Museo internazionale d'arte moderna di Firenze. La Confederazione Generale dell'Industria Italiana lo invita a collaborare, con 65 tavole, al libro "Colloqui dal Vangelo", che contiene anche un saggio di Piero Bargellini. Alla II Mostra dell'Arte Sacra di Trieste (1966) presenta Cristo deriso e Il Figliol prodigo. Nel 1971 illustra con 10 tavole il libro "Testi", edito dall'Istituto Nazionale delle Assicurazioni.

### Altre opere nei musei
- Musei Vaticani. Sculture: Il Figliol Prodigo, 1968; La Cecità di San Paolo e Crocefisso con angeli, 1977; Busto di Papa Luciani, 1978. Disegni acquerellati con soggetti sacri.
- Fusignano, Museo civico San Rocco: opere donate dall'erede Maria Cristina Majorana.
- Cafarnao (Israele): due altorilievi in legno per la Casa di San Pietro.

### Mostre recenti
- Mostra collettiva, Milano, Galleria d'arte Totti, 1959.
- "La Divina Commedia" in 130 tavole di Raoul Vistoli, Ravenna, sala mostre Camera di Commercio, 1965.
- "La Divina Commedia" in 130 tavole di Raoul Vistoli, Assisi, Galleria d'Arte Pro Civitate Christiana, 1965-1966.
- Raoul Vistoli, Roma, Centro d'arte Settimiano, 1971.
- Mostra d'arte sul libro degli "Atti degli Apostoli", Terni, Chiesa di S. Marco, 1986.
- Raoul Vistoli: sculture, Roma, Casino dell'Aurora, Palazzo Pallavicini-Rospigliosi, 1992.
- La materia e la luce. Raoul Vistoli in Romagna, Fusignano, Museo civico San Rocco, 2005-2006.
- Chi sei Signore?, Assisi, Galleria d'Arte Pro Civitate Christiana, 2009.
- Qui e ora. Il senso del sacro, Fusignano, Museo civico San Rocco, 2015-2016. (Opere giovanili, realizzate nel paese d'origine prima del 1939)